# 37655 Illapa
37655 Illapa è un asteroide near-Earth. Scoperto nel 1994, presenta un'orbita caratterizzata da un semiasse maggiore pari a 1,4780526 UA e da un'eccentricità di 0,7528197, inclinata di 17,97955° rispetto all'eclittica.
L'asteroide è dedicato all'omonima divinità inca.